# Edoardo Mortara
Edoardo Mortara (Ginevra, 12 gennaio 1987) è un pilota automobilistico svizzero con cittadinanza francese naturalizzato italiano, ex campione della F3 Euro Series e quattro volte vincitore della Coppa del Mondo FIA GT (tre con Audi e una con Mercedes).
Dal 2017 è impegnato nel campionato di Formula E, dove nella stagione 2020-2021 è diventato vice campione.

## Carriera

### Le formule minori

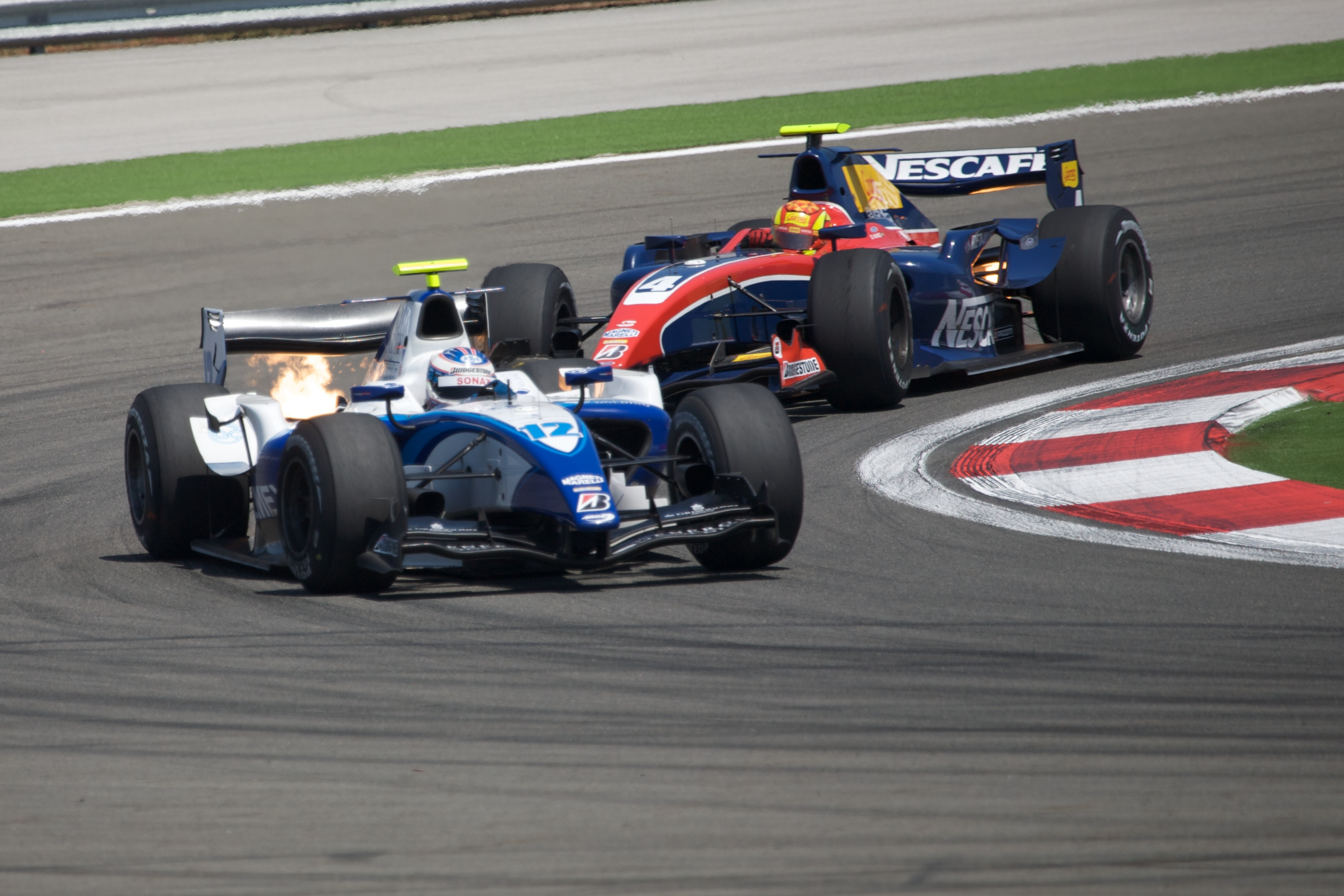
Mortara davanti a Diego Nunes durante la gara di GP2 in Turchia

Mortara cominciò la sua carriera nel 2006 in Formula Renault italiana, dove risultò il miglior esordiente dell'anno, concludendo quarto in campionato, e contemporaneamente gareggiò in Eurocup Formula Renault.
Nei due anni seguenti, invece, corse in F3 Euro Series. Nel primo anno di permanenza ottenne il riconoscimento, ancora una volta, di miglior esordiente, con due vittorie all'attivo, mentre nel secondo anno riuscì a dominare la classifica per la prima parte dell'anno, cedendo nel finale di campionato e concludendo secondo.
A fine 2008 Mortara esordì in GP2 Asia con la scuderia Arden International, cogliendo un terzo posto all'esordio. Sempre con la Arden il pilota ha preso parte alla GP2 nella stagione 2009, in cui ha colto una vittoria.
Nel finale di stagione 2009, fa un passo indietro e corre il F3 Grand Prix di Macao, una sorta di mondiale per la terza categoria dell'automobilismo sportivo. Dopo il quarto tempo nelle prove ufficiali, guadagna una posizione nella corsa di qualifica, partendo terzo nella finale. Già alla prima tornata alla famosa curva Lisboa Mortara transita primo e mantiene la posizione fino alla fine della gara vincendo il 56th Macau Grand Prix dopo il secondo posto dell'anno prima. Diventa così il terzo italiano dopo Riccardo Patrese ed Enrico Bertaggia a vincere la prestigiosa manifestazione.
Nel 2010, ripete l'impresa, diventando l'unico pilota nella storia del GP di Macao (in cui vinsero anche campioni come Ayrton Senna e Michael Schumacher) ad aggiudicarsi in due occasioni quello che è di fatto il titolo iridato di categoria.

### Coppa del Mondo FIA GT
Nel 2011 e nel 2012 partecipa alla Macao GT Cup, gara riservate alle vetture Gt che si corre nel circuito di Macao, alla guida di una Audi R8 LMS GT3. Dopo aver dominato le qualifiche, vince la gara partendo dalla pole position e imponendosi per il terzo e il quarto anno di fila sullo stretto tracciato di Macao. L'italo svizzero si presenta a Macao anche nel 2013, non ottiene la pole che va a Maro Engel ma in gara rimonta ed ottiene la sua terza vittoria consecutiva. 
Dopo un sesto posto nel 2015 e un tredicesimo nel 2016, la sua quarta vittoria della Coppa del Mondo FIA GT arriva nel 2017 con la Mercedes-AMG GT3, Mortara è partito dalla pole ed ha vinto davanti alla BMW di Augusto Farfus e alla Mercedes di Raffaele Marciello. Nel 2019 partecipa per ultima volta alla coppa prima degli stop imposti della Pandemia di COVID-19, ma non riesce ad andare oltre il sesto posto.
Nel 2022 dopo due anni d'assenza riesce a tornare a correre sul tracciato di Macao con l'Audi R8 LMS GT3.

### DTM

#### Audi (2011-2016)

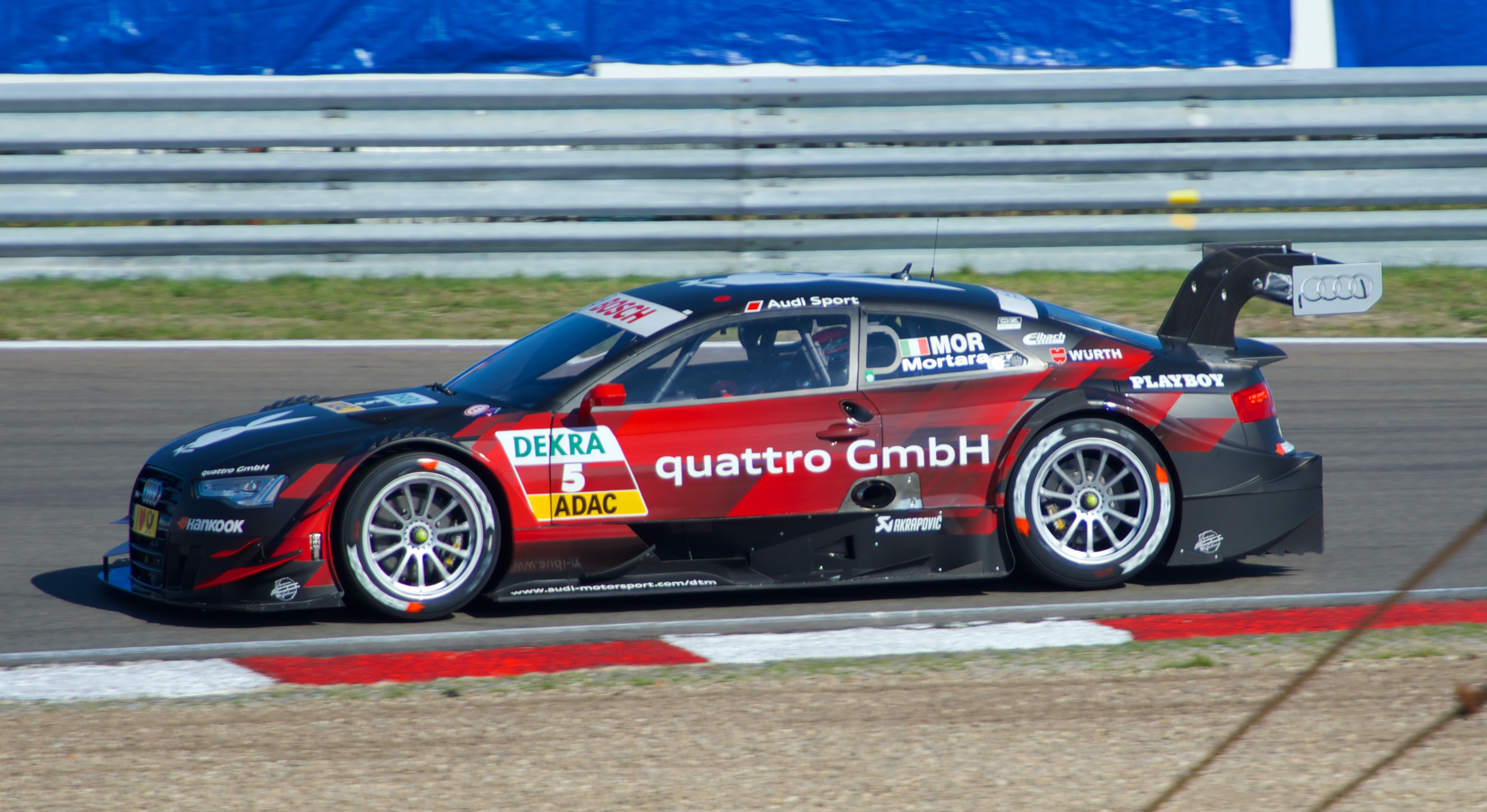
Edoardo Mortara con l'Audi del Team Rosberg

Per il 2011, Mortara viene ingaggiato dalla Audi per la propria squadra nel DTM. In questa stagione ottiene due terzi posti, nella gara di Brands Hatch e Oschersleben. Inoltre vince la gara d'esibizione del sabato nel week end evento all'Olympiastadion di Monaco. Gli venne quindi rinnovato il contratto anche per la stagione seguente e, all'appuntamento austriaco sul circuito del Red Bull Ring, ottiene la sua prima vittoria valida per il campionato. Nel corso del anno si ripete a Zandvoort per poi chiudere quinto in classifica finale risultando a fine stagione il miglior pilota Audi.
Nel 2013 viene confermato dal Audi, ma la stagione è molto deludente, il pilota svizzero-italiano torna ad essere competitivo nel 2014, conquista due terzi posti e chiude come nel 2012 al quinto posto. Dopo due anni di digiuno nel 2015 al Red Bull Ring tona alla vittoria dopo una lunga lotta con Pascal Wehrlein, vincitore finale del campionato. Grazie ad altri cinque podi riesce a chiudere quarto in classifica. Nella stagione 2016 Mortara lotta per il titolo con Marco Wittmann. Edo vince beh cinque gare ma il tedesco si dimostra più costante e chiude la stagione con quattro punti di vantaggio su Mortara che chiude secondo.

#### Mercedes (2017-2018)

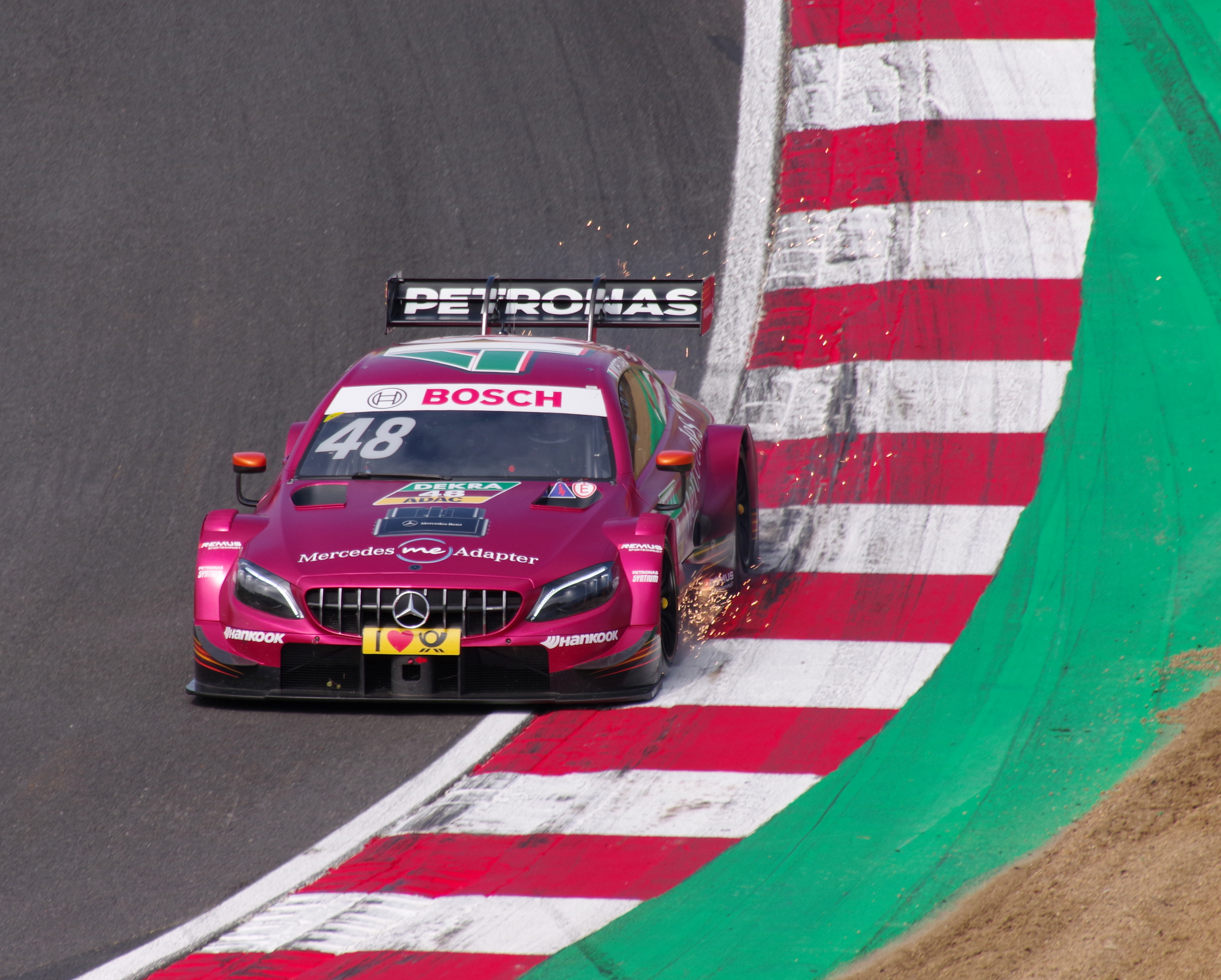
Edoardo Mortara nel 2018 a Brands Hatch

Nel 2017 passa al team HWA Racelab BWT lasciando l'Audi per la Mercedes-AMG C63 DTM. La stagione è più complicata rispetto alle precedenti concludendo a podio solo nella gara di Norisring. La stagione 2018 per Mortara è il ritorno alla vittoria.

### Formula E

#### Venturi (2017-2021)
Il 20 ottobre 2017 viene ufficializzato il suo ingaggio da parte della Venturi Grand Prix per la stagione 2017-2018 di Formula E. Nella seconda gara a Hong Kong riesce a ottenere un podio dopo essere rimasto in testa fino a due giri dalla fine. Nella terza gara parte ultimo e rimonta fino al 9º posto, ma poi è costretto al ritiro da un contatto col compagno di squadra nel corso del penultimo giro. Nell'arco della stagione ottiene soltanto altri due piazzamenti a punti e salta tre gare per impegni concomitanti con il DTM. Conclude la stagione al tredicesimo posto.

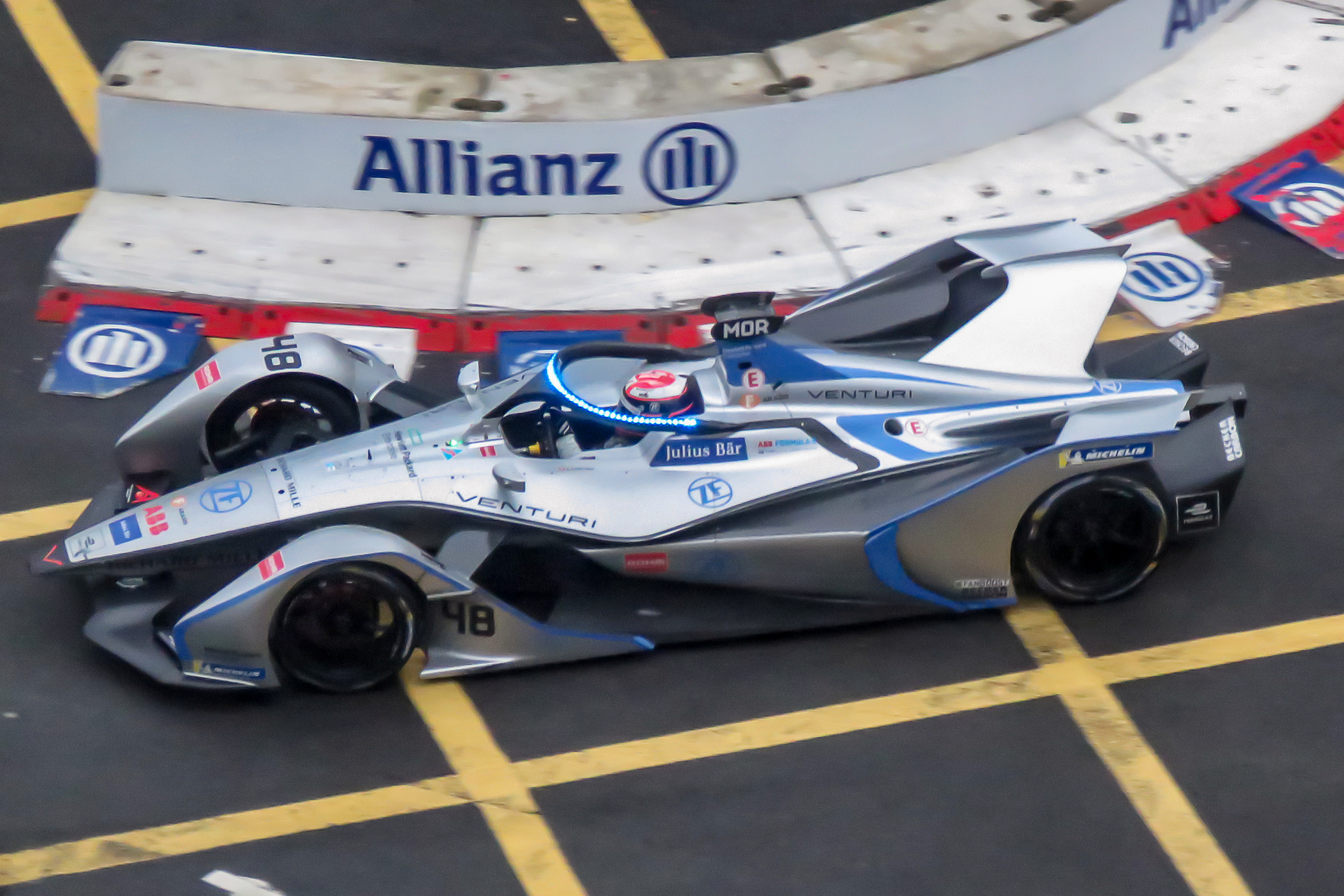
Mortara a Hong Kong

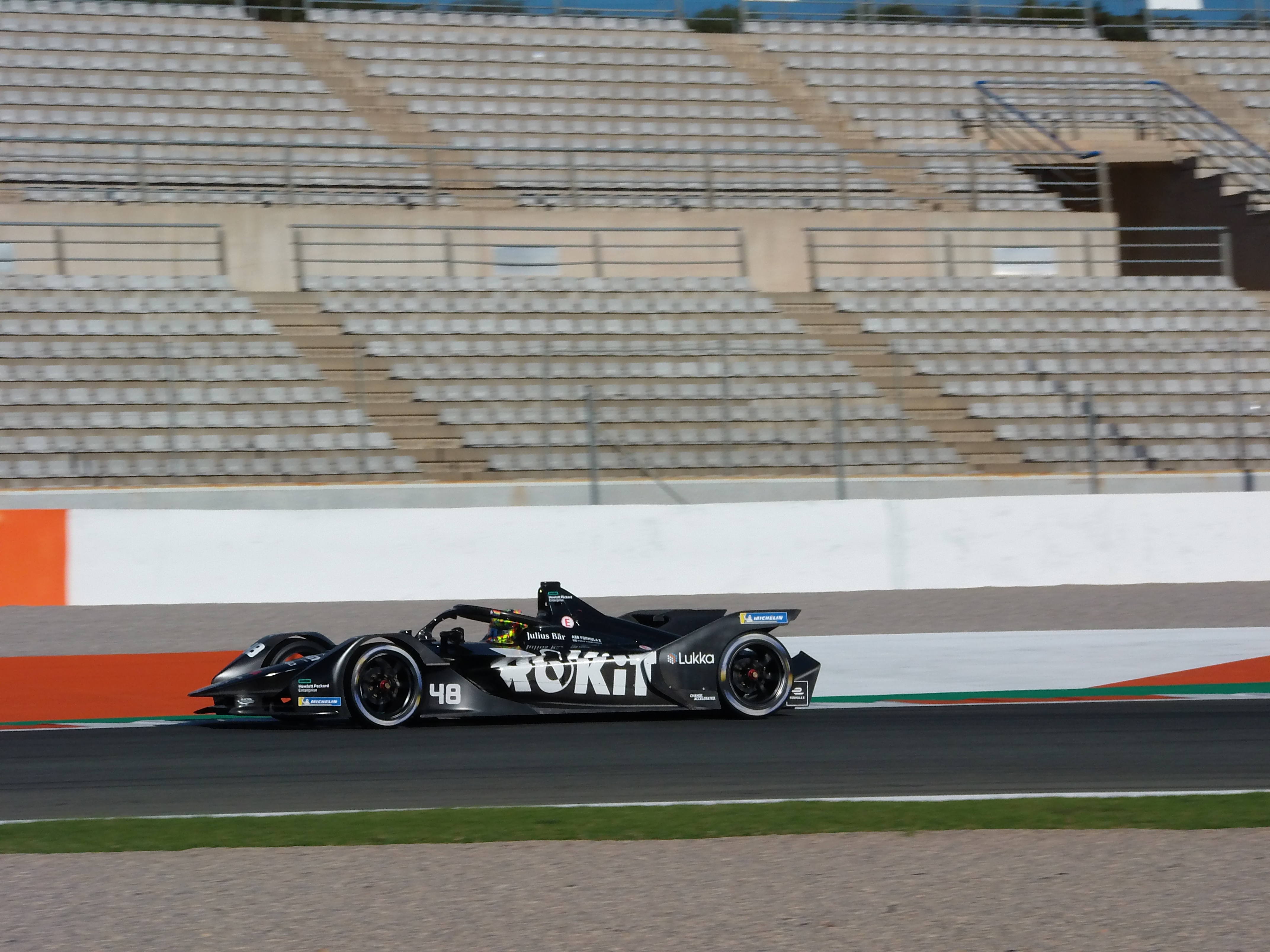
Edoardo Mortara a Valencia durante i test pre-stagionali

Per la stagione successiva viene confermato dal team insieme all'ex pilota di Formula 1, Felipe Massa. Dopo un inizio un po' travagliato, a causa della scarsa competitività della sua vettura, riesce ad ottenere un quarto e un terzo posto rispettivamente a Santiago e a Città del Messico. Vince il successivo E-Prix di Hong Kong grazie alla penalità inflitta a Sam Bird di 5 secondi, autore di un contatto con Lotterer. Nelle gare successive non riesce a conquistare altri punti, chiudendo il campionato al quattordicesimo posto.
Viene confermato insieme a Massa per il suo terzo anno nella competizione. La vettura non è ancora competitiva per raggiungere ottimi risultati, sfiora il podio nel seconda gara del E-Prix di Dirʿiyya e nel E-Prix di Marrakech, conclude il campionato con solo 41 punti e la quattordicesima posizione.

Nella stagione 2020-2021 giuda ancora per il team Venturi; Massa nel frattempo si è ritirato e viene sostituito dal rookie  Norman Nato. La stagione inizia con un secondo posto nella gara inaugurale a Dirʿiyya. Nelle due gare in Messico conquista un podio e la sua seconda vittoria in categoria, grazie a questi risultati sale in testa alla classifica piloti. Dopo una serie di risultati deludenti,torna a podio con un secondo posto nell'E-Prix di Berlino 2021, concludendo secondo in classifica finale a sette punti dal campione Nyck de Vries.
Per la stagione successiva Mortara viene confermato dal team Venturi. Cambia ancora il suo compagno: al posto di Nato arriva  Lucas Di Grassi, campione nella categoria elettrica nel 2017. Nel secondo E-Prix di Dirʿiyya si qualifica secondo dopo aver perso la finale contro Nyck de Vries. In gara riesce a sorpassare il pilota olandese grazie ad un'ottima gestione dell'Attack Mode e a tenere la testa per tutta la seconda metà della gara, Mortara cosi vince il suo terzo E-Prix in carriera. Si ripete vincendo la gara uno del E-Prix di Berlino arrivando davanti a Jean-Éric Vergne mentre chiude secondo in gara due dietro a Nyck de Vries. Nel primo E-Prix di Giacarta della storia Mortara chiude terzo e vince l'E-Prix di Marrakech salendo in testa alla classifica. Per colpa di risultati negativi a New York e a Londra Mortara perde la testa della classifica. Mortara ritorna alla vittoria nel E-Prix di Seoul, ultima gara della stagione, per poi chiudere terzo in classifica piloti dietro a Stoffel Vandoorne e Mitch Evans.

#### Maserati (2022-2023)
La Venturi Racing viene inglobato dalla nuovo team Maserati MSG Racing e Mortara viene confermato al fianco del tedesco Maximilian Gunther. La stagione risulta più complicata del previsto, nella prima metà del anno ottiene pochi punti, nella seconda parte della stagione i risultati migliorano, ottiene un quarto posto al E-Prix di Roma e un quinto nel E-Prix di Londra 2023, risultati però ancora sotto le aspettative. A fine stagione chiude al quattordicesimo posto con solo 39 punti guadagnati. A stagione conclusa viene annunciato la separazione tra Mortara e il team Maserati.

#### Mahindra (2023-2024)
Dopo la separazione con la Maserati, Mortara viene annunciato insieme a Nyck de Vries come pilota del team Mahindra Racing. Le prime otto gare della stagione sono molto complicate, il team non si dimostra competitivo e Mortara non riesce a raccogliere nessun punti. Le cose cambiano con l'E-Prix di Berlino dove il pilota ottiene i suoi primi punti stagionali conquistando la pole per la prima gara.

### Endurance

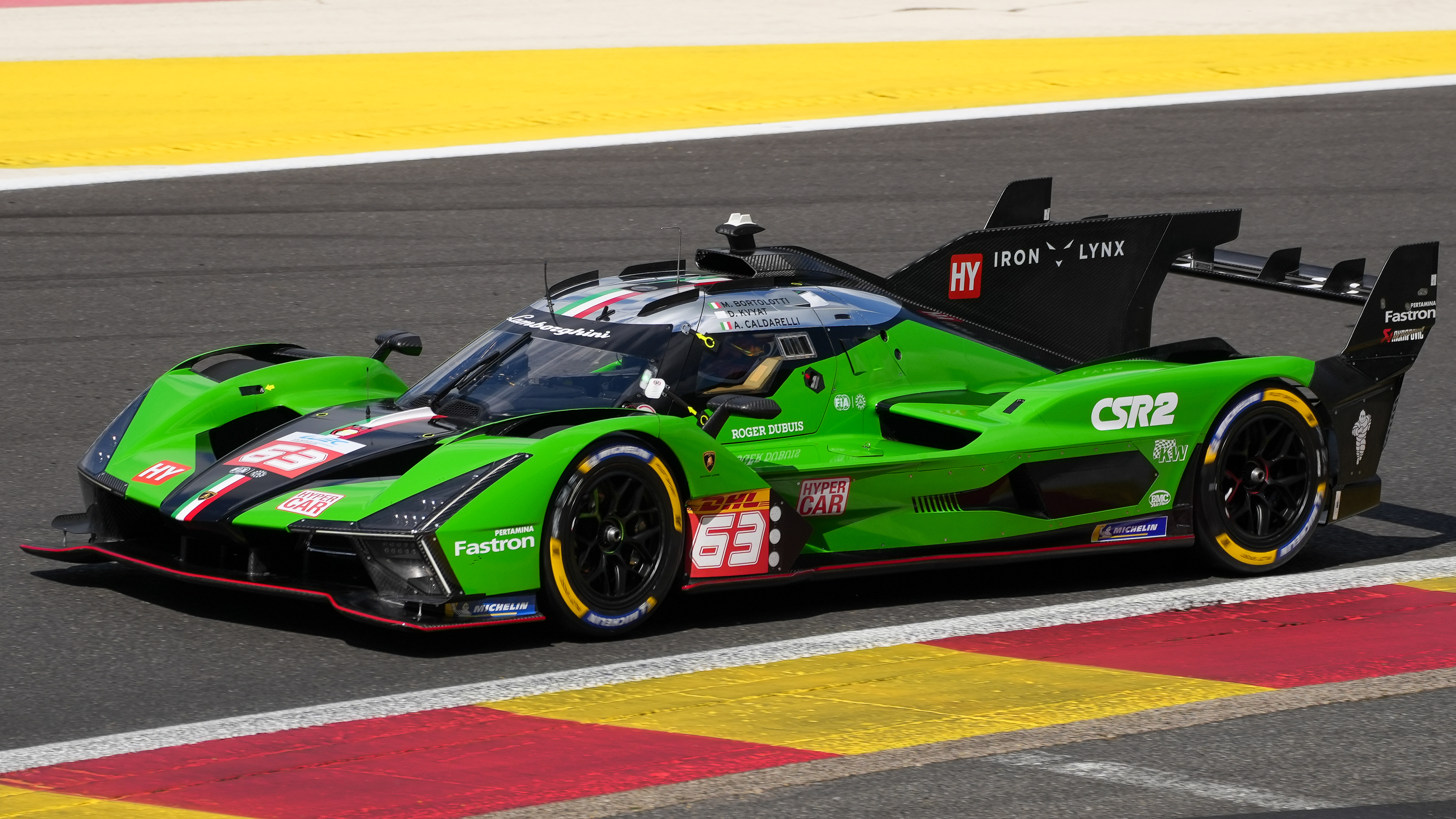
La Lamborghini SC63 di Mortara durante la 6 ore di Spa 2024

Nel ottobre del 2023 partecipa a Jerez al suo primo test con la nuova Lamborghini SC63 LMDh. Nel dicembre del 2023 viene annunciato come pilota ufficiale della Lamborghini, dal 2024 prenderà parte al WEC.

## Risultati

### Formula 3 Euro Series
(legenda) (Le gare in grassetto indicano la pole position) (Le gare in corsivo indicano Gpv)
| Anno | Scuderia             | Telaio       | Motore             | 1       | 2       | 3       | 4       | 5       | 6         | 7        | 8        | 9         | 10       | 11        | 12       | 13       | 14        | 15      | 16        | 17      | 18       | 19        | 20        | Punti | Pos. |
| ---- | -------------------- | ------------ | ------------------ | ------- | ------- | ------- | ------- | ------- | --------- | -------- | -------- | --------- | -------- | --------- | -------- | -------- | --------- | ------- | --------- | ------- | -------- | --------- | --------- | ----- | ---- |
| 2007 | Signature-Plus       | Dallara F305 | Mercedes-Benz M271 | HOC 1 6 | HOC 2 8 | BRH 1 8 | BRH 2 1 | NOR 1 3 | NOR 2 Rit | MAG 1 16 | MAG 2 12 | MUG 1 9   | MUG 2 18 | ZAN 1 14  | ZAN 2 9  | NÜR 1 22 | NÜR 2 11  | CAT 1   | CAT 2 Rit | NOG 1 6 | NOG 2 8  | HOC 3 6   | HOC 4 2   | 37    | 8°   |
| 2008 | Signature-Plus       | Dallara F308 | Volkswagen 2.0 TSI | HOC 1 3 | HOC 2 3 | MUG 1 4 | MUG 2 3 | PAU 1 2 | PAU 2 1   | NOR 1 4  | NOR 2 3  | ZAN 1 Rit | ZAN 2 21 | NÜR 1 Rit | NÜR 2 23 | BRH 1 4  | BRH 2 4   | CAT 1 9 | CAT 2 Rit | BUG 1 9 | BUG 2 14 | HOC 3 12  | HOC 4 16  | 49,5  | 2°   |
| 2009 | Kolles & Heinz Union | Dallara F309 | Volkswagen 2.0 TSI | HOC 1   | HOC 2   | LAU 1   | LAU 2   | NOR 1   | NOR 2     | ZAN 1    | ZAN 2    | OSC 1     | OSC 2    | NÜR 1     | NÜR 2    | BRH 1    | BRH 2     | CAT 1   | CAT 2     | DIG 1   | DIG 2    | HOC 3 Rit | HOC 4 Rit | 0     | NC   |
| 2010 | Signature            | Dallara F309 | Volkswagen 2.0 TSI | LEC 1   | LEC 2   | HOC 1 2 | HOC 2 3 | VAL 1   | VAL 2 6   | NOR 1    | NOR 2 3  | NÜR 1     | NÜR 2 6  | ZAN 1     | ZAN 2 11 | BRH 1    | BRH 2 Rit | OSC 1 6 | OSC 2 Rit | HOC 3 1 | HOC 4 SQ |           |           | 101   | 1º   |

† Il pilota non è arrivato, ma è stato classificato poiché ha completato più del 90% della distanza di gara.

### GP2 Series
(legenda) (Le gare in grassetto indicano la pole position) (Le gare in corsivo indicano Gpv)
| Anno | Scuderia                   | Telaio         | Motore           | 1       | 2       | 3         | 4        | 5         | 6       | 7         | 8         | 9        | 10        | 11       | 12       | 13      | 14       | 15      | 16        | 17      | 18        | 19        | 20      | Punti | Pos. |
| ---- | -------------------------- | -------------- | ---------------- | ------- | ------- | --------- | -------- | --------- | ------- | --------- | --------- | -------- | --------- | -------- | -------- | ------- | -------- | ------- | --------- | ------- | --------- | --------- | ------- | ----- | ---- |
| 2009 | Telmex Arden International | Dallara GP2/08 | Mecachrome V8108 | CAT 1 6 | CAT 2 1 | MON 1 Rit | MON 2 13 | IST 1 Rit | IST 2 9 | SIL 1 Rit | SIL 2 Rit | NÜR 1 17 | NÜR 2 Rit | HUN 1 12 | HUN 2 14 | VAL 1 6 | VAL 2 12 | SPA 1 8 | SPA 2 Rit | MNZ 1 5 | MNZ 2 Rit | ALG 1 Rit | ALG 2 8 | 19    | 14º  |

† Il pilota non è arrivato, ma è stato classificato poiché ha completato più del 90% della distanza di gara.

### GP2 Asia Series
(legenda) (Le gare in grassetto indicano la pole position) (Le gare in corsivo indicano Gpv)
| Anno      | Scuderia                       | Telaio         | Motore           | 1     | 2     | 3     | 4     | 5       | 6       | 7       | 8       | 9         | 10       | 11        | 12       | Punti | Pos. |
| --------- | ------------------------------ | -------------- | ---------------- | ----- | ----- | ----- | ----- | ------- | ------- | ------- | ------- | --------- | -------- | --------- | -------- | ----- | ---- |
| 2008-2009 | Arden International Motorsport | Dallara GP2/08 | Mecachrome V8108 | SHA 1 | SHA 2 | DUB 1 | DUB 2 | BHR 1 3 | BHR 2 8 | LSL 1 7 | LSL 2 4 | SEP 1 Rit | SEP 2 17 | BHR 1 Rit | BHR 2 16 | 11    | 11°  |

† Il pilota non è arrivato, ma è stato classificato poiché ha completato più del 90% della distanza di gara.

### Formula Renault 3.5 Series
(legenda) (Le gare in grassetto indicano la pole position) (Le gare in corsivo indicano Gpv)
| Anno | Scuderia             | Telaio      | Motore        | 1     | 2     | 3     | 4     | 5   | 6        | 7         | 8     | 9     | 10        | 11      | 12    | 13    | 14    | 15    | 16    | 17    | Punti | Pos. |
| ---- | -------------------- | ----------- | ------------- | ----- | ----- | ----- | ----- | --- | -------- | --------- | ----- | ----- | --------- | ------- | ----- | ----- | ----- | ----- | ----- | ----- | ----- | ---- |
| 2009 | KMP Group/SG Formula | Dallara T08 | Nissan VQ35DE | CAT 1 | CAT 2 | SPA 1 | SPA 2 | MON | HUN 1 21 | HUN 2 Rit | SIL 1 | SIL 2 |           |         |       |       |       |       |       |       | 6     | 24°  |
| 2009 | Tech 1 Racing        | Dallara T08 | Nissan VQ35DE |       |       |       |       |     |          |           |       |       | BUG 1 Rit | BUG 2 6 | ALG 1 | ALG 2 | NÜR 1 | NÜR 2 | ARA 1 | ARA 2 | 6     | 24°  |

† Il pilota non è arrivato, ma è stato classificato poiché ha completato più del 90% della distanza di gara.

### Deutsche Tourenwagen Masters
(legenda) (Le gare in grassetto indicano la pole position) (Le gare in corsivo indicano Gpv)
| Anno | Scuderia                                   | Vettura              | 1       | 2         | 3       | 4         | 5        | 6        | 7         | 8         | 9        | 10       | 11       | 12       | 13        | 14        | 15       | 16        | 17        | 18       | 19       | 20       | Punti | Pos. |
| ---- | ------------------------------------------ | -------------------- | ------- | --------- | ------- | --------- | -------- | -------- | --------- | --------- | -------- | -------- | -------- | -------- | --------- | --------- | -------- | --------- | --------- | -------- | -------- | -------- | ----- | ---- |
| 2011 | Team Rosberg                               | Audi A4 DTM 2008     | HOC 14  | ZAN 6     | RBR 16  | LAU Rit   | NOR 5    | NÜR 7    | BRH 3     | OSC 3     | VAL 16   | HOC 13   |          |          |           |           |          |           |           |          |          |          | 21    | 9º   |
| 2012 | Team Rosberg                               | Audi RS5 DTM         | HOC 11  | LAU 8     | BRH 9   | RBR 1     | NOR Rit  | NÜR 2    | ZAN 1     | OSC Rit   | VAL 16   | HOC 6    |          |          |           |           |          |           |           |          |          |          | 82    | 5º   |
| 2013 | Team Rosberg                               | Audi RS5 DTM         | HOC Rit | BRH 21†   | RBR 15  | LAU 9     | NOR 17†  | MOS Rit  | NÜR 12    | OSC 10    | ZAN 14   | HOC 15   |          |          |           |           |          |           |           |          |          |          | 3     | 21º  |
| 2014 | Audi Sport Team Abt                        | Audi RS5 DTM         | HOC 22† | OSC 3     | HUN 4   | NOR 4     | MOS 9    | RBR 16   | NÜR 3     | LAU 16    | ZAN 4    | HOC 22†  |          |          |           |           |          |           |           |          |          |          | 68    | 5º   |
| 2015 | Audi Sport Team Abt                        | Audi RS5 DTM         | HOC 1 4 | HOC 2     | LAU 1 2 | LAU 2 5   | NOR 1 11 | NOR 2 15 | ZAN 1 Rit | ZAN 2 Rit | RBR 1    | RBR 2 3  | MOS 1 6  | MOS 2 8  | OSC 1 19† | OSC 2 Rit | NÜR 1 2  | NÜR 2 Rit | HOC 1 Rit | HOC 2 3  |          |          | 143   | 4º   |
| 2016 | Audi Sport Team Abt                        | Audi RS5 DTM         | HOC 1   | HOC 2 11  | RBR 1 3 | RBR 2 Rit | LAU 1 8  | LAU 2 12 | NOR 1     | NOR 2 8   | ZAN 1 17 | ZAN 2 3  | MOS 1 8  | MOS 2 6  | NÜR 1 4   | NÜR 2 1   | HUN 1    | HUN 2 19† | HOC 1 3   | HOC 2 1  |          |          | 202   | 2º   |
| 2017 | Mercedes-AMG Motorsport BWT                | Mercedes-AMG C63 DTM | HOC 1 4 | HOC 2 13  | LAU 1 7 | LAU 2 11  | HUN 1 9  | HUN 2 11 | NOR 1 8   | NOR 2 3   | MOS 1 13 | MOS 2 10 | ZAN 1 12 | ZAN 2 12 | NÜR 1 7   | NÜR 2 16  | RBR 1 9  | RBR 2 17  | HOC 1 5   | HOC 2 9  |          |          | 61    | 14º  |
| 2018 | SILBERPFEIL Energy Mercedes-AMG Motorsport | Mercedes-AMG C63 DTM | HOC 1 4 | HOC 2 Rit | LAU 1   | LAU 2 11  | HUN 1 5  | HUN 2 SQ | NOR 1     | NOR 2     | ZAN 1 13 | ZAN 2 8  | BHR 1 8  | BHR 2 17 | MIS 1 3   | MIS 2     | NÜR 1 13 | NÜR 2 11  | SPL 1 16  | SPL 2 10 | HOC 1 10 | HOC 2 13 | 140   | 6º   |

† Il pilota non è arrivato, ma è stato classificato poiché ha completato più del 90% della distanza di gara.

### Formula E
| Stagione | Scuderia                | Vettura                                | 1                   | 2            | 3           | 4                                               | 5       | 6       | 7       | 8       | 9       | 10      | 11      | 12      | 13      | 14      | 15      | 16      | Punti | Pos. |
| --- | ----------------------- | -------------------------------------- | ------------------- | ------------ | ----------- | ----------------------------------------------- | ------- | ------- | ------- | ------- | ------- | ------- | ------- | ------- | ------- | ------- | ------- | ------- | ----- | ---- |
| 2017-18 | Venturi Formula E Team  | Spark-Venturi VM200-FE-03              | HKG 7               | HKG 2        | MAR 17      | SAN 13                                          | MEX 8   | PDE 17  | ROM 10  | PAR 13  | BER     | ZUR Rit | NYC     | NYC     |         |         |         |         | 29    | 13º  |
| 2018-19 | Venturi Formula E Team  | Spark-Venturi VFE-05                   | DIR 19              | MAR 13       | SAN 4       | MEX 3                                           | HKG 1   | SAY 13  | ROM Rit | PAR Rit | MON Rit | BER 11  | BRN Rit | NYC Rit | NYC Rit |         |         |         | 52    | 14º  |
| 2019-20 | ROKiT Venturi Racing    | Spark-Mercedes-Benz EQ Silver Arrow 01 | DIR 7               | DIR 4        | SAN Rit     | MEX 8                                           | MAR 5   | BER 17  | BER 8   | BER 14  | BER 14  | BER 8   | BER 17  |         |         |         |         |         | 41    | 14º  |
| 2020-21 | ROKiT Venturi Racing    | Spark-Mercedes-Benz EQ Silver Arrow 02 | DIR 2               | DIR INF      | ROM Rit     | ROM 4                                           | VAL Rit | VAL 9   | MON 12  | PUE 3   | PUE 1   | NYC 14  | NYC 17  | LON 9   | LON 11  | BER 2   | BER Rit |         | 92    | 2º   |
| 2021-22 | ROKiT Venturi Racing    | Spark-Mercedes-EQ Silver Arrow 02      | DIR 6               | DIR 1        | MEX 5       | ROM 7                                           | ROM Rit | MON Rit | BER 1   | BER 2   | GIA 3   | MAR 1   | NYC 9   | NYC 10  | LON 18  | LON 13  | SEO Rit | SEO 1   | 169   | 3º   |
| 2022-23 | Maserati MSG Racing     | Spark-Maserati Tipo Folgore Gen3       | MEX Rit             | DIR Rit      | DIR 9       | HYD 10                                          | CAP Rit | SAP Rit | BER 9   | BER 22  | MON 10  | GIA 6   | GIA 8   | POR Rit | ROM Rit | ROM 4   | LON 5   | LON 11  | 40    | 14°  |
| 2023-24 | Mahindra Racing         | Spark-Mahindra M9Electro               | MEX 13              | DIR 15       | DIR 11      | SAP 12                                          | TOK SQ  | MIS Rit | MIS 13  | MON Rit | BER 8   | BER 16  | SHA Rit | SHA 13  | POR 4   | POR Rit | LON 5   | LON Rit | 29    | 16º  |
| 2024-25 | Mahindra Racing         | Spark-Mahindra M11Electro              | SAP 5               | MEX 19       | JED 7       | JED 10                                          | MIA 5   | MON 12  | MON     | TOK     | TOK     | SHA     | SHA     | GIA     | BER     | BER     | LON     | LON     | 27*   |      |
| \| Legenda \| 1º posto \| 2º posto \| 3º posto \| A punti \| Senza punti \| Grassetto=Pole position Corsivo=Giro più veloce \| \| Legenda \| Solo prove/Terzo pilota \| Non qualificato \| Ritirato/Non class. \| Squalificato \| Non partito \| Grassetto=Pole position Corsivo=Giro più veloce \| |                         |                                        |                     |              |             |                                                 |         |         |         |         |         |         |         |         |         |         |         |         |       |      |
| Legenda | 1º posto                | 2º posto                               | 3º posto            | A punti      | Senza punti | Grassetto=Pole position Corsivo=Giro più veloce |         |         |         |         |         |         |         |         |         |         |         |         |       |      |
| Legenda | Solo prove/Terzo pilota | Non qualificato                        | Ritirato/Non class. | Squalificato | Non partito | Grassetto=Pole position Corsivo=Giro più veloce |         |         |         |         |         |         |         |         |         |         |         |         |       |      |

- G: Pilota col giro più veloce nel gruppo di qualifica.
- *: Fanboost

### Risultati WEC
| Anno    | Squadra               | Classe   | Vettura          | QAT | IMO | SPA | LMS | SÃO | COA | FUJ | BHR | Punti | Pos. |
| ------- | --------------------- | -------- | ---------------- | --- | --- | --- | --- | --- | --- | --- | --- | ----- | ---- |
| 2024    | Lamborghini Iron Lynx | Hypercar | Lamborghini SC63 | 13  | 12  |     | 10  | 17  | 14  | Rit | Rit | 2     | 32°  |
| Legenda |                       |          |                  |     |     |     |     |     |     |     |     |       |      |

* Stagione in corso.

### 24 ore di Le Mans
| Anno | Team                  | Co-piloti                     | Auto             | Classe   | giri | Pos. | Class Pos. |
| ---- | --------------------- | ----------------------------- | ---------------- | -------- | ---- | ---- | ---------- |
| 2024 | Lamborghini Iron Lynx | Daniil Kvjat Mirko Bortolotti | Lamborghini SC63 | Hypercar | 309  | 10°  | 10°        |